# Chan asz-Szawarda
Chan asz-Szawarda – karawanseraj zlokalizowany w Starym Mieście Akki, na północy Izraela.

## Historia

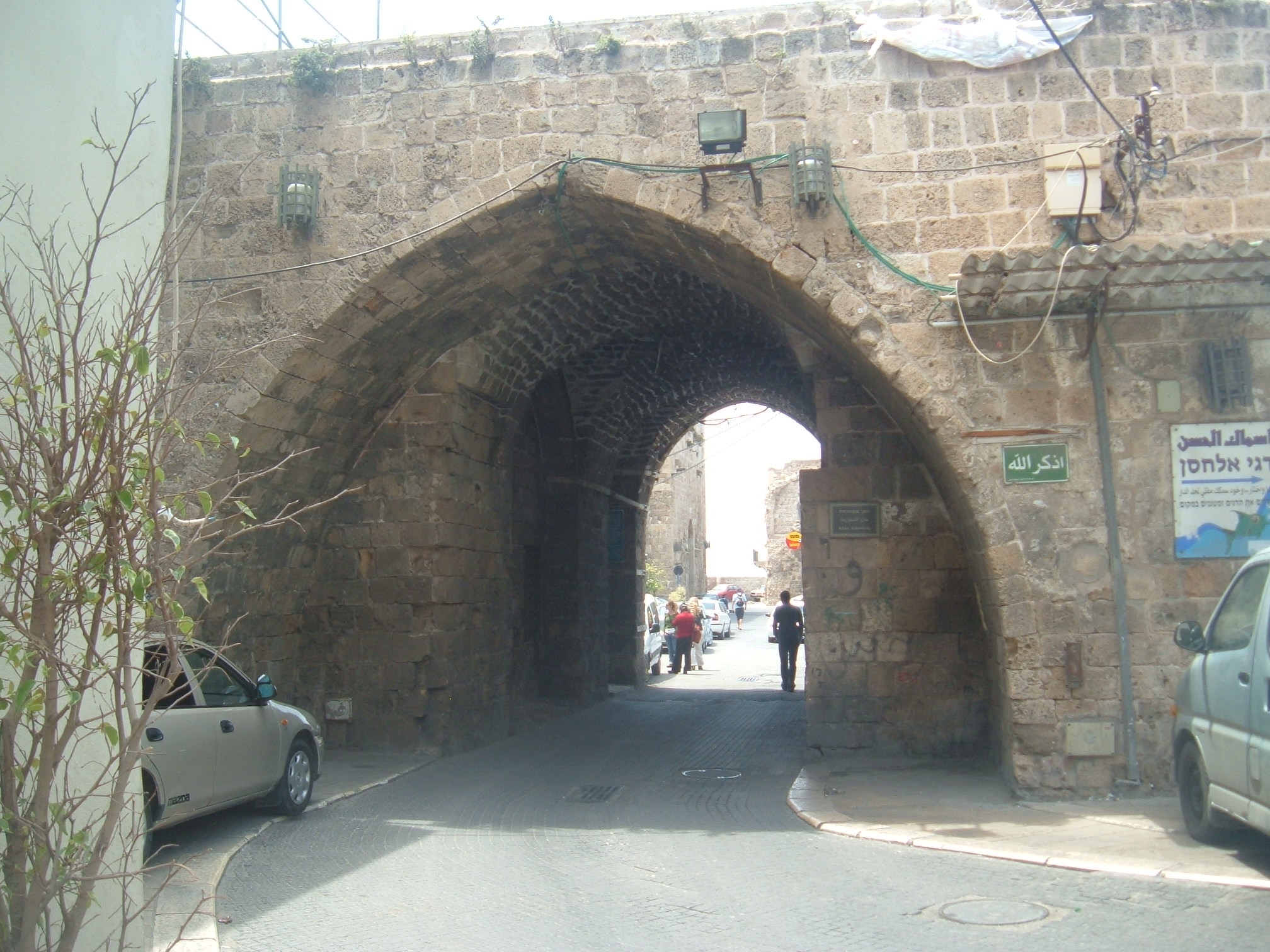
Brama wjazdowa do Chan asz-Szawarda

Karawanseraj Chan asz-Szawarda został wybudowany w połowie XVIII wieku, prawdopodobnie na ruinach wcześniejszego klasztoru klarysek. Znajdował się we wschodniej części Starego Miasta Akki i ściśle przylegał do murów obronnych miasta. W 1935 roku zniszczono jego południową i północną fasadę, aby przez dziedziniec przeprowadzić przelotową ulicę.

## Architektura
Chan asz-Szawarda jest otwartym karawanserajem, w którym w przeszłości kupcy wyładowywali swoje towary na przestronnym wewnętrznym dziedzińcu. Pierwotnie wjazd był otwarty od strony zachodniej. Pośrodku kwadratowego dziedzińca znajduje się fontanna. Dziedziniec jest otoczony przez arkady, które prowadzą do pomieszczeń magazynów, sklepów i rzemieślników. Południowe skrzydło ma dwie kondygnacje - piętro było przeznaczone na sklepy.